# Xylotrechus undulatus
Xylotrechus undulatus là một loài bọ cánh cứng trong họ Cerambycidae.